# Decanteercentrifuge

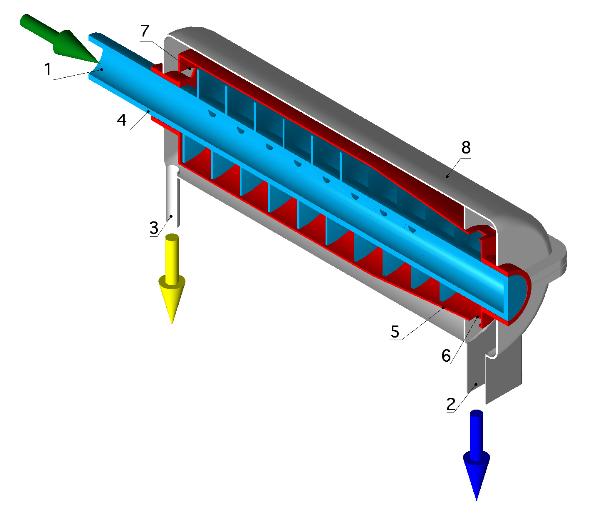
Doorsnede van een decanteercentrifuge

Een decanteercentrifuge is een horizontale centrifuge.
Door de centraal gemonteerde inloopbuis wordt het te centrifugeren medium in een inloopruimte van het wormwiel geleid. Van daaruit komt het na een reinigende voorversnelling (in de omwentelingsrichting) bij de verdeelopeningen in de trommel.
De trommel heeft een cilindrisch-conische vorm en roteert met een bepaald toerental, dat op de taak is afgestemd. In de trommel bereikt het medium de volledige omwentelingssnelheid en legt het zich als een cilindrische ring tegen de trommelwand aan. De in het medium aanwezige vaste stof zet zich onder invloed van de middelpuntvliedende kracht op de trommelwand af. De lengte van de cilinder en de hoek van het conische trommeldeel kunnen bij de productie van de centrifuge aan de scheidingstaak aangepast worden.
Het wormwiel draait met een klein toerenverschil ten opzichte van de trommel en verplaatst de afgezette vaste stof in de richting van het conische gedeelte aan het einde van de trommel. Het toerenverschil bepaalt de verblijftijd van de vaste stof in de trommel. Deze verblijftijd is onder andere bepalend voor het behaalde drogestofgehalte. Door aanpassing van het toerenverschil tussen wormwiel en trommel kan de verblijftijd worden geoptimaliseerd voor de scheidingstaak.
Een veel voorkomende toepassing van de decanteercentrifuge is het ontwateren van nat slib bij afvalwaterzuiveringen. Dit met als doel om zo volume- en gewichtreductie te krijgen waardoor het transport en de verwerking goedkoper worden.